# پاسیفیک (میزوری)
پاسیفیک (به انگلیسی: Pacific) یک شهر در ایالات متحده آمریکا است که در میزوری واقع شده‌است. پاسیفیک ۱۵٫۳۶ کیلومتر مربع مساحت و ۷٬۰۰۲ نفر جمعیت دارد و ۱۴۲ متر بالاتر از سطح دریا قرار دارد.